# Csiahszing
Csiahszing (egyszerűsített kínai írással: 嘉兴; hagyományos kínai írásssal: 嘉興; pinjin: Jiāxīng; Wade–Giles: Chia-hsing) prefektúra szintű város Kínában, Csöcsiang tartományban. Lakosainak száma 5 400 868 fő (2020).

## Népesség
| 2010 | 4 501 657 |
| 2020 | 5 400 868 |

## Testvérvárosok
- Halle
- Bunbury
- Kangnung